# Douglas Nicholson
Sir Douglas Romilly Lothian Nicholson,  KCB, MVO, (4 marzo 1867 – 8 febbraio 1946) è stato un ufficiale inglese della Royal Navy che comandò la Reserve Fleet.

## Biografia
Nicholson servì nella guerra anglo-egiziana del 1882. Il 24 febbraio 1902 fu nominato comandante del cacciatorpediniere HMS Dove, come parte della flottiglia di Portsmouth della Channel Fleet. Nel maggio 1902 la nave colpì una roccia davanti a Kildorney e fu trainata dalla nave gemella HMS Bullfinch fino a Queenstown e in seguito fino a Portsmouth per le riparazioni.  Nicholson e l'equipaggio furono trasferiti al recentemente costruito cacciatorpediniere HMS Success, che  entrò in servizio il 9 giugno 1902 a Portsmouth. Il giorno seguente fu tenuta una corte marziale in cui Nicholson fu accusato di negligenza per l'incidente di Kildorney. Non fu trovato colpevole, ma fu severamente richiamato per aver avuto un errore di giudizio.
Nell'agosto 1905 Nicholson diventò il comandante dell'incrociatore HMS Hyacinth, nel dicembre 1905 dell'incrociatore HMS Hermes e nel 1910 della corazzata HMS St Vincent. Nel 1912 divenne il comandante della corazzata HMS Conqueror  e nel 1913 fu nominato commodoro degli yacht reali. Durante la prima guerra mondiale,a partire dal 1914 fu il comandante della HMS Agincourt della Grand Fleet. Dal marzo 1917 servì come secondo in comando del 3rd Battle Squadron, dal settembre dello stesso anno come secondo in comando del 4th Battle Squadron e dal 1919 come comandante del 3rd Battle Squadron.
Nell'ottobre 1919, col grado di retroammiraglio, divenne il comandante della Reserve Fleet di Portland  e nel 1922, come viceammiraglio, divenne il comandante dell'intera Reserve Fleet, prima di andare in pensione nel 1926.

## Onorificenze
|  | Cavaliere Commendatore dell'Ordine del Bagno |
|  | Membro dell'Ordine Reale Vittoriano          |